# Orvasca paradoxa
Orvasca paradoxa är en fjärilsart som beskrevs av Butler 1886. Orvasca paradoxa ingår i släktet Orvasca och familjen tofsspinnare. Inga underarter finns listade i Catalogue of Life.